# Artiom Zakharov
Artiom Zajarov (Petropavl, 27 de outubro de 1991) é um ciclista cazaque que milita no conjunto Astana-Premier Tech. O seu nome transliterado ao inglês é Artyom Zakharov.

## Palmarés

### Estrada
- 2017
  - 3.º no Campeonato do Cazaquistão Contrarrelógio 
  - Campeonato do Cazaquistão em Estrada

- 2018
  - 3.º no Campeonato do Cazaquistão em Estrada

- 2021
  - 3.º no Campeonato do Cazaquistão em Estrada

### Pista
- 2012
  - 3.º no Campeonato Asiático em perseguição por equipas 
  - 2.º no Campeonato Asiático em Madison

- 2013
  - Campeonato Asiático em Omium

- 2014
  - Campeonato do Cazaquistão em perseguição

- 2015
  - 3.º no Campeonato Asiático em Omium 
  - Campeonato do Cazaquistão em scratch  
  - Campeonato do Cazaquistão em Omium

- 2016
  - 2.º no Campeonato Asiático em Omium
- 2022
  - 2.º no Jogos Asiáticos de 2022 em Omium